# الن پالمر آلرتون
آلن پالمر آلرتون (به انگلیسی: Ellen Palmer Allerton) (زادهٔ ۱۷ اکتبر ۱۸۳۵ – درگذشتهٔ ۳۱ آگوست ۱۸۹۳) شاعر و نویسنده آمریکایی بود.

## زندگی
الن پالمر در سانترویل، نیویورک متولد شد. پدر و مادرش هشت فرزند داشتند که او کوچکترین فرزند و تنها دختر خانواده بود. 
الن تحصیلات عالیه خود را در آکادمی هامیلتون، نیویورک گذراند. او قبل از ۱۸ سالگی در سال ۱۸۶۲ به ویسکانسین سفر کرد و در آنجا با آلفئوس برتون آلرتون آشنا شد و  ازدواج کرد. همسر او زاده ۱۸ فوریه ۱۸۳۱، متولد شهرستان کویاهوگا، اوهایو و از نوادگان ایزاک آلرتون بود.

## مرگ
آلرتون در اوت ۱۸۹۳ درگذشت و در قبرستان هملین به خاک سپرده شد. همسرش در سن ۸۱ سالگی در ۹ نوامبر ۱۹۱۲ درگذشت.